# Diselenek węgla
Diselenek węgla – nieorganiczny związek chemiczny, połączenie selenu i węgla na IV stopniu utlenienia, analog dwutlenku węgla.

## Otrzymywanie
Po raz pierwszy został uzyskany przez H. G. Grimma i H. Metzgera w 1936 r. w reakcji:
2H
2Se + CCl
4 → CSe
2 + 4HCl
przebiegającej w temperaturze 500 °C.
Ulepszona metoda polega na reakcji:
2Se + CH
2Cl
2 → CSe
2 + 2HCl
Pary dichlorometanu w strumieniu azotu przepuszcza się nad szarym selenem w temperaturze 375 °C, a następnie przez rurkę ogrzaną do 575 °C. Produkt – roztwór CSe
2 w dichlorometanie skrapla się w odbieralniku chłodzonym suchym lodem.